# Rugby Canada Super League
Rugby Canada Super League – organizowany przez Rugby Canada w latach 1998-2008 najwyższy krajowy poziom ligowych rozgrywek rugby union w Kanadzie.

## Historia
Zawody zostały zorganizowane po raz pierwszy w 1998 roku i odbywały się corocznie między majem a sierpniem. Rywalizujące w nich zespoły, w większości złożone z amatorów, zostały stworzone przez regionalne związki rugby, a ich liczba wahała się pomiędzy edycjami. Rywalizacja odbywała się systemem kołowym w dwóch dywizjach – wschodniej i zachodniej – których zwycięzcy rywalizowali w wielkim finale o triumf w rozgrywkach.
Na początku 2009 roku Rugby Canada postanowił zakończyć te rozgrywki w związku z inauguracją Americas Rugby Championship, następcy North America 4. Zostały one zastąpione przez Canadian Rugby Championship oraz Rugby Canada National Junior Championship.
W 2007 roku pod egidą RCSL odbywały się również zawody juniorskie.

## Trofeum
MacTier Cup – srebrny puchar wysokości około sześćdziesięciu centymetrów – jest jednym z najstarszych trofeów w kanadyjskim rugby. W 1922 roku klubom walczącym o dominację we wschodniej Kanadzie ufundował je urzędnik Kolei Transkanadyjskiej i sympatyk tej dyscypliny sportu, A.D. MacTier. Rywalizacja ta toczyła się do 1941 roku, od roku 1964 o puchar rywalizowano zaś w rozgrywkach międzyprowincjalnych. W 2004 roku stał się on trofeum przyznawanym zwycięskiemu zespołowi w Rugby Canada Super League.

## Zwycięzcy
| Rok  | Zwycięzca                     | Wynik | Finalista                 | Źródło |
| ---- | ----------------------------- | ----- | ------------------------- | ------ |
| 1998 | Vancouver Island Crimson Tide | 28–8  | Nova Scotia Keiths        |        |
| 1999 | Vancouver Island Crimson Tide | 23–11 | Toronto Renegades         |        |
| 2000 | Fraser Valley Venom           | 15–9  | Nova Scotia Keltics       |        |
| 2001 | Fraser Valley Venom           | 20–14 | Toronto Renegades         |        |
| 2002 | Vancouver Island Crimson Tide | 6–3   | Newfoundland Rock         |        |
| 2003 | Calgary Mavericks             | 40–24 | Toronto Xtreme            |        |
| 2004 | Vancouver Island Crimson Tide | 14–8  | Newfoundland Rock         |        |
| 2005 | Newfoundland Rock             | 26–13 | Saskatchewan Prairie Fire |        |
| 2006 | Newfoundland Rock             | 28–14 | Saskatchewan Prairie Fire |        |
| 2007 | Saskatchewan Prairie Fire     | 28–12 | Niagara Thunder           |        |
| 2008 | Newfoundland Rock             | 30–6  | Calgary Mavericks         |        |